# Cionchești
Cionchești – wieś w Rumunii, w okręgu Satu Mare, w gminie Viile Satu Mare. W 2011 roku liczyła 248 mieszkańców.